# Maloca

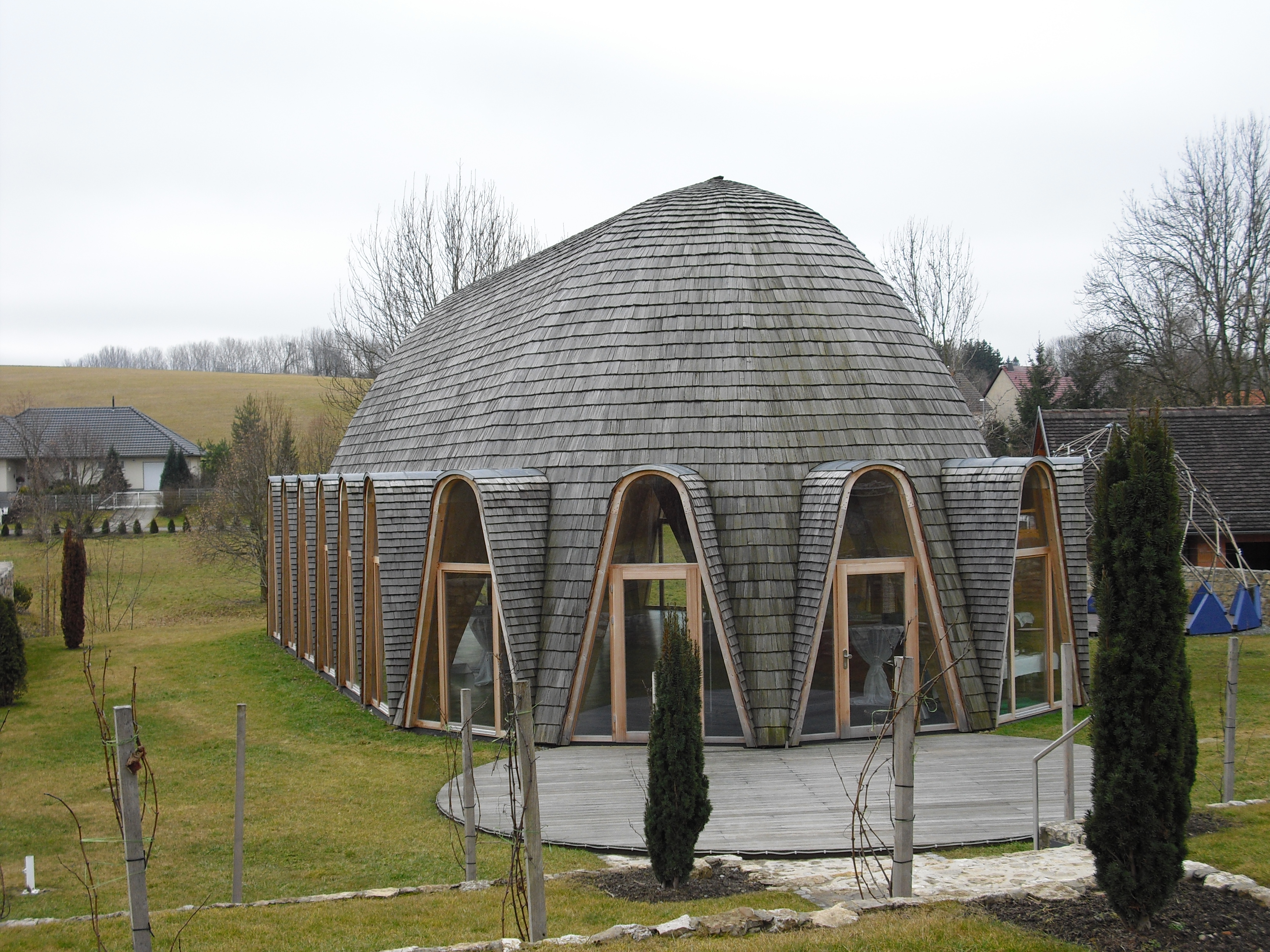
En variant av maloca.

Maloca är en benämning på en typ av cirkelformat hus med en stor, öppen plats i mitten och som byggs av flera ursprungsfolk som bor i Amazonas.

## Folk som bygger Malocas
- Yanomami